# Thomas Franke (Grafiker)

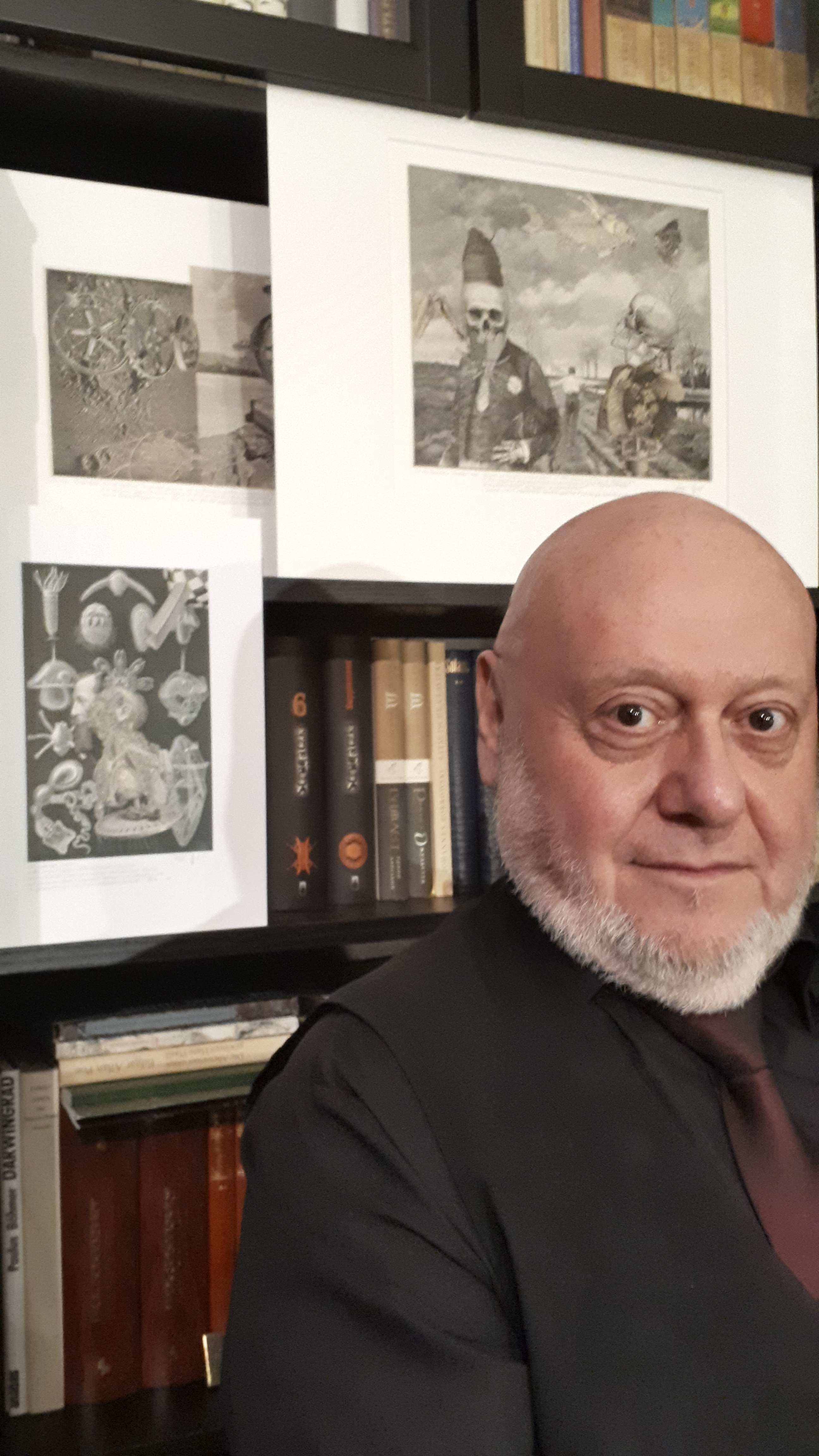
Thomas Franke, Februar 2019

Thomas Franke (* 15. Mai 1954 in Köthen) ist ein deutscher Grafiker und Schauspieler.

## Leben
Bereits kurz nach der Aufnahme eines Physikstudiums wechselte Franke 1975 an die Kunsthochschule Burg Giebichenstein, um dort Malerei und grafische Techniken zu studieren. Ab 1980 studierte er darstellende Kunst an der Hochschule für Schauspielkunst Ernst-Busch und der GITIS, der Russischen Akademie für Theaterkunst.
Seit 1984 lebt und arbeitet Thomas Franke in Bonn.

## Karriere

### Als Grafiker
Zwischen 1979 und 1983 gestaltete Franke Titel der Phantastischen Bibliothek des Suhrkamp Verlags mit Buch-Titelvignetten. Für diese Arbeiten wurde er 1981 und 1982 mit dem Kurd-Laßwitz-Preis für phantastische Grafik ausgezeichnet. Für die Gestaltung des Buchs „Der Zeiter“ von Wolfgang Jeschke, welches im Berliner Shayol-Verlag erschien, erhielt er die Auszeichnung ein weiteres Mal im Jahr 2006. Ein viertes Mal wurde ihm der Preis für die Umschlaggestaltung der 29. Ausgabe des Magazins Exodus im Jahr 2013 verliehen.
Seit Ende 2015 gestaltet Franke im Auftrag des Verlags p.machinery die dreißigbändige Science-Fiction-Werkausgabe des Schriftstellers Herbert W. Franke.

### Als Schauspieler
Nach kurzen Engagements an den Münchner Kammerspielen und dem Theater Bonn arbeitet Franke seit 1995 als freier Schauspieler.
Die Inszenierung „Störwerk – Monolog für einen Shakespearekönig unter einer Nebenwirkung“ wurde im Jahr 2000 zum  New York International Fringe Festival eingeladen. Für die Darstellung des mittellosen Schauspielers erhielt Franke als erster deutscher Schauspieler den „Fringe Overall Award for the Best Male Performance“.
Neben seinen Bühnenrollen trat er in zahlreichen Film- und Fernsehproduktionen auf, spricht für verschiedene Radiosender Deutschlands in Hörspielen und Features und liest für den eigenen Hörstücke-Verlag Ululation-Records Hörbücher ein.

#### Die Inszenierung „Das Modell“
Mitte der 1990er Jahre erlangte Thomas Franke mit dem Monolog „Das Modell“ für jeweils nur einen einzigen Zuschauer bundesweiten Medienruhm. Das Theaterstück nach H. P. Lovecrafts Erzählung „Pickmans Modell“ wurde seit 1995 in Köln, Bonn und vielen anderen Städten Deutschlands mehr als 800 Mal aufgeführt. Im Jahr 2001 wurde „Das Modell“ für den deutsch-französischen Kultursender arte mit Thomas Franke verfilmt.

## Filmografie
- 2000: Der kleine Mönch (Episodenrolle)
- 2001: Das Modell
- 2002: Die Wache (Episodenrolle)
- 2003: Alles Atze (Episodenrolle)
- 2004: Nicht von dieser Welt (Episodenrolle)
- 2005: Die Anrheiner (Episodenrolle)
- 2005: Pastewka (Episodenrolle)
- 2018: Sankt Maik (Episodenrolle)

## Hörspiele
Sprecher:
- 1998: Wolfram Wessels: Von Sprachstellern, Schallspielern und Radiopionieren. Die Anfänge des Hörspiels in Deutschland in sechs Kapiteln – Regie: Wolfram Wessels (Feature – Deutschlandradio)
- 1999: Jochen Schimmang: Die Stimmen von Nienbeck (Brüning) – Regie: Anita Ferraris (Original-Hörspiel – WDR)
- 2003: Kinky Friedman: Nur ein kleiner Koffer (Cooperman) – Regie: Thomas Leutzbach (WDR)
- 2005: Eric-Emmanuel Schmitt: Ortstermin 1945: Das Kind von Noah (Priester/Stimme 1) – Regie: Norbert Schaeffer (WDR)

## Theaterarbeiten (Auswahl)
- 1995–1996: Lulu (Theater Bonn)
- 1995–2017: Das Modell
- 2001: Pension Schöller (Schlossfestspiele Ettlingen)
- 2002: Das Sparschwein (Schlossfestspiele Ettlingen)
- 2008: Totentanz (Euro Theater Central Bonn)
- 2009–2011: Quartett (Euro Theater Central Bonn)
- 2014–2016: Die Unterrichtsstunde (Euro Theater Central Bonn)
- 2016–2017: Iphigenie (Deutsch-Griechisches Theater)